# Лавринове
Лаври́нове (до 2016 року — Радя́нське) — село в Україні, у Бойківській громаді Кальміуського району Донецької області. Населення становить 132 особи.

## Загальні відомості
Розташоване на правому березі річки Грузький Яланчик. Відстань до райцентру становить близько 16 км і проходить переважно автошляхом місцевого значення.
Перебуває на території, яка тимчасово окупована російськими терористичними військами.

## Історія
З кінця 1934 року село входило до складу новоутвореного Остгеймського району, який 1935 року перейменували у Тельманівський на честь лідера німецьких комуністів Ернста Тельмана. У 2016 році в рамках декомунізації в Україні рішенням Верховної Ради України район перейменовано у Бойківський район, а населений пункт Радянське отримав нову назву — Лавринове. 2020 року у процесі адміністративно-територіальної реформи Бойківський район увійшов до складу Кальміуського району.

## Населення
За даними перепису 2001 року населення села становило 132 особи, з них 79,55% зазначили рідною мову українську та 20,45% — російську.